# Literaturmeinung
Als Literaturmeinung bezeichnet die Rechtswissenschaft die in der wissenschaftlichen Fachliteratur vertretenen Rechtsauffassungen. Diese beziehen sich etwa auf die Auslegung unbestimmter Rechtsbegriffe, kritisieren die praktische Rechtsanwendung der Gerichte oder enthalten rechtspolitische Forderungen.

## Bedeutung
Das sogenannte Juristenrecht zählt neben der Gesetzgebung, der Rechtsprechung (Richterrecht) und der öffentlichen Meinung zu den rechtstheoretisch anerkannten Einflüssen auf die Rechtsdogmatik. Seit der Rezeption des römischen Rechts durch die Pandektenwissenschaft des 19. Jahrhunderts beeinflusst die rechtswissenschaftliche Literatur methodisch das Verständnis dessen, was Recht sei. Die wissenschaftlichen Literaturmeinungen sind Teil des Rechtssystems.
Die Besonderheit einer juristischen Literaturmeinung gegenüber der wissenschaftlichen Diskussion insbesondere in den Naturwissenschaften besteht darin, dass sie wissenschaftstheoretisch nicht beweisbar ist. Denn die Jurisprudenz ist keine exakte, sondern eine normative Wissenschaft, die nicht Wahrheit erkennen will, sondern politische Wertentscheidungen trifft. Die im Gesetzgebungsverfahren verabschiedeten Rechtsnormen unterliegen einem steten Wandel durch wechselnde Mehrheiten und die sogenannten gewandelten Rechtsanschauungen.

## Inhalt
Die Literaturmeinung, auch bezeichnet als Auffassung oder Ansicht des Schrifttums, ergibt sich – wie der weitgehend deckungsgleiche Begriff der Lehrmeinung auch vermuten lässt – hauptsächlich aus dem, was Rechtswissenschaftler oder auch Rechtspraktiker wie Richter und Rechtsanwälte in der Fachpresse publizieren. Nachzulesen ist die Literaturmeinung in Aufsätzen, Anmerkungen zu Gerichtsentscheidungen, Doktorarbeiten, Habilitationsschriften, Lehrbüchern, Monographien, Festschriften, Vortragsniederschriften oder Kommentaren.

## Begrifflichkeiten
In der juristischen Fachsprache sind bestimmte Formulierungen und Abkürzungen gebräuchlich, um zu kennzeichnen, wie stark eine bestimmte Auffassung unterstützt wird. Je nach Akzeptanz in Fachkreisen kann eine Literaturmeinung allgemein vertreten, herrschend, überwiegend oder eine Mindermeinung sein. Eine Mindermeinung kann sich im Laufe der Zeit zur herrschenden oder sogar ganz herrschenden Meinung (h. M.) entwickeln. Nicht übersehen werden darf, dass bei bestimmten Rechtsfragen eine „h. M.“ auf gut organisierter Interessenvertretung wie einem sogenannten Zitierkartell beruhen kann statt auf wissenschaftlicher Überzeugungskraft.
- Von herrschender Meinung (h. M.) kann man dabei korrekterweise nur sprechen, wenn sie nicht nur von mehreren namhaften Autoren (nicht notwendig der Mehrheit) in der einschlägigen Literatur, sondern auch vom zuständigen obersten Bundesgericht, wie zum Beispiel dem Bundesgerichtshof, dem Obersten Gerichtshof oder dem Schweizerischen Bundesgericht, vertreten wird.
- Von herrschender Lehre/Literaturansicht (h. L.) spricht man hingegen, wenn die überwiegende Anzahl der veröffentlichten Literaturstimmen diese Ansicht stützt. Erforderlich ist also eine entsprechende Mehrheit. Die Bezeichnung h. L. wird vor allem in Abgrenzung zur Ansicht der Rechtsprechung sowie von anderen Lösungsansätzen in der Literatur genutzt. So ist es nicht widersprüchlich, wenn einerseits eine herrschende Meinung der Obergerichte und Teilen der Literatur neben einer herrschender Literaturansicht steht. Es wäre aber tatsächlich falsch, bei einer ganz herrschenden Literaturauffassung von „h. M.“ zu sprechen, wenn das zuständige Obergericht diese nicht teilt.
- Seltener vertretene Auffassungen in der Literatur werden gebräuchlicherweise als Mindermeinung oder neutraler als „Minderheitsmeinung“ bezeichnet, solange sie keine (anerkannte) Mehrheit gefunden haben.
- Wenn eine Frage noch sehr kontrovers diskutiert wird, spricht man in der Regel nur von der „einen Ansicht“ (e. A.) und der „anderen Ansicht“ (a. A.). Das ungelöste Problem ist „streitig“ beziehungsweise „strittig“ (str.).

Statt von „herrschender Ansicht“ wird oft auch von der überwiegenden Ansicht gesprochen. Gebräuchlich sind auch meliorative Attribute, etwa „im Vordringen befindliche Ansicht“, oder pejorative Zusammensetzungen wie „anderer Ansicht, aber nicht überzeugend“. Ein neutraler Vergleich wäre dagegen etwa „nach anderer Meinung“ oder „nach abweichender Meinung“.
Wenn bis auf wenige Ausnahmen in juristischen Veröffentlichungen zu einer Frage nur noch eine Lösung vertreten wird, spricht man von ganz herrschender Auffassung. Gibt es seit geraumer Zeit gar keine abweichenden Stimmen mehr, spricht man von einhelliger Auffassung.
Die Begriffe „Ansicht“, „Meinung“ und „Auffassung“ sind (mit oben genannter Einschränkung zu h. M. bzw. h. L.) gleichrangig und gleichbedeutend.
Nach der Rechtsprechung des Bundesverfassungsgerichts darf in einer Prüfungsarbeit eine in der Wissenschaft vertretene Mindermeinung nicht als „falsch“ gewertet werden, wenn sie vom Prüfling korrekt wiedergegeben und folgerichtig weiter angewendet wird.

## Praktische Anwendung
Richter in Deutschland sind nur an Gesetz und Recht gebunden. Das bestimmt das Grundgesetz für die Bundesrepublik Deutschland (GG) in den Artikeln Art. 20 Absatz 3 und Art. 97 Absatz 1. Aus dieser Stellung folgt, dass jeder Richter im Rahmen der Gesetze grundsätzlich frei nach seiner Überzeugung entscheiden darf.
Gesetzgebung, Rechtsprechung und der wissenschaftliche Diskurs beeinflussen sich bei der Rechtsfindung wechselseitig, indem etwa Gerichte sich bei ihren Entscheidungen bestimmte Literaturmeinungen zu eigen machen oder ausdrücklich ablehnen. Der Gesetzgeber wiederum greift mitunter höchstrichterliche Urteile auf und passt seine Gesetzgebung entsprechend an. Ein Gerichtsurteil oder eine Gesetzesnovelle werden wiederum in der wissenschaftlichen Literatur diskutiert.